# Britonové

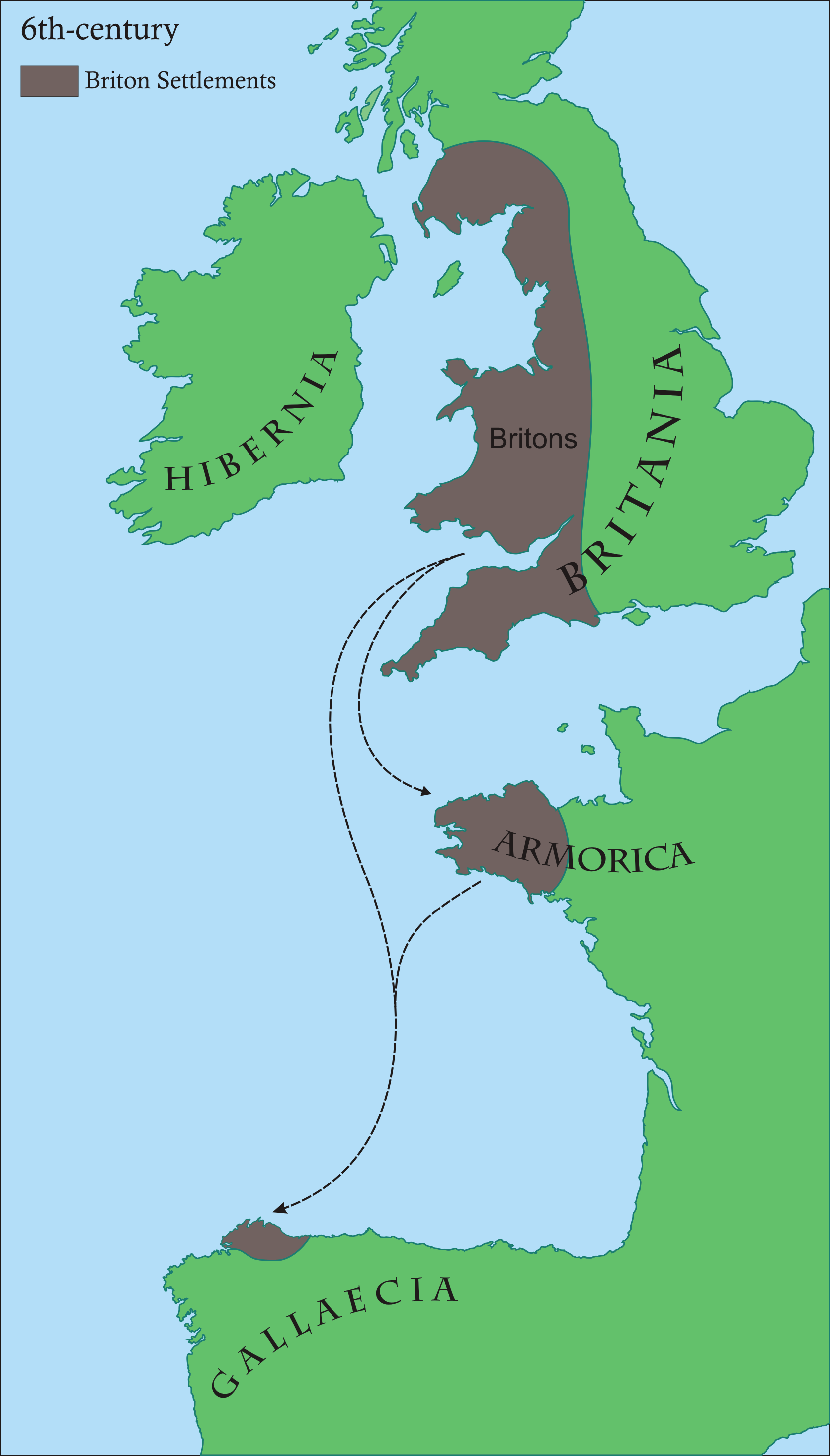
Migrace keltského obyvatelstva Británie v 6. století

Britové, Britonové (z lat. Britto, Brito, mn. č. Brittones) či britští Keltové je označení pro původní keltské obyvatelstvo většinové části Velké Británie, které zde sídlilo minimálně od doby železné do období raného středověku. Jejich potomci jsou zejména Velšané, Cornwallané a Bretonci.

## Historie
Britské ostrovy byly známy už starověkým Řekům, poprvé jejich jméno zaznamenal cestovatel Pýtheás z Massalie (dnešní Marseille) na konci 4. století př. n. l. Jméno ostrovů a obyvatel nemělo v řeckých pramenech jednotnou podobu, objevují se výrazy Pretanoi, Pritteni, Prettani, vedle názvu Brettania apod.
Římská říše dobyla většinu ostrova v 1. století n. l. – kromě severní Kaledonie oddělené později Hadriánovým valem – a zřídila zde provincii Britannia. Většina keltského obyvatelstva se dostala pod nadvládu Říma a docházelo k jeho romanizaci a vzniku britsko-římské kultury. Obyvatelé provincie Britannia byli nazýváni Britanni (Britannové).
Po zániku římské říše (5. století) se Británie v rámci stěhování národů stala od východu cílem nájezdů převážně germánských Anglosasů. Původní keltské obyvatelstvo bylo vytlačováno do západní části někdejší římské provincie a částečně migrovalo na nová území na evropské pevnině. Byla to především nejbližší Armorika nazvaná Malá či Zámořská Británie a dnes známá jako Bretaň (anglicky Brittany) a menší území v severošpanělské Galicii zvané Britonia. Tak došlo k rozdělení původně jednotného obyvatelstva na skupiny, které se dále vyvíjely v samostatné národy.

## Jazyk
Jazyk Britonů patří do brythonské (britanské) skupiny keltských jazyků a je předchůdcem dnešních jazyků:
- velština
- kornština
- bretonština

Další národy obývající severní část ostrova před anglosaskou invazí mluvily goidelskými keltskými jazyky a – snad také keltskou – piktštinou.